# Премия Европейской киноакадемии 1996
European Film Awards 1996 — премия Европейской киноакадемии (нем. Europäischer Filmpreis).

## Лауреаты и номинанты Премии Европейской киноакадемии 1996

### Лучший фильм
- Дания  Рассекая волны , режиссёр Ларс фон Триер
- Чехия Коля, режиссёр Ян Сверак
- Великобритания Тайны и ложь, режиссёр Майк Ли

### Лучший фильм молодого режиссёра
- Великобритания Сыновья, режиссёр Терри Джордж
- Великобритания Красота, режиссёр Хетти Макдональд
- Чехия Леа, режиссёр Иван Фила

### Лучшая мужская роль
- Иэн Маккеллен — Ричард III

### Лучшая женская роль
- Эмили Уотсон — Рассекая волны

### Приз за выдающиеся персональные достижения
- Сергей Бодров, Ариф Алиев и Борис Гиллер — Кавказский пленник

### Лучший документальный фильм
- Германия Vendetta — Blutrache in Albanien, режиссёр Ежи Сьлядковский

### Приз Screen International Award
- США Мертвец, режиссёр Джим Джармуш

### Приз международной ассоциации кинокритиков (ФИПРЕССИ)
- Дания Рассекая волны, режиссёр Ларс фон Триер

### За творчество в целом
- Великобритания Алек Гиннесс